# Championnat du Congo de football 2018
Navigation
Saison précédente Saison suivante
La saison 2018 du Championnat du Congo de football est la 53e édition de la première division congolaise, la Ligue 1. Les seize équipes sont regroupées au sein d'une poule unique, où chaque équipe affronte tous les adversaires de sa poule deux fois, à domicile et à l'extérieur.
C'est l'AS Otohô d'Oyo, vice-champion la saison 2017, qui est sacré cette saison, après avoir terminé en tête du classement final. Il s'agit du premier titre de champion du Congo de l'histoire du club, qui sera également en finale de la Coupe du Congo face au Diables noirs de Brazzaville, mais échoue aux tirs au but.

## Qualifications continentales
Le premier du classement final se qualifie pour la Ligue des champions de la CAF 2019 tandis que le vainqueur de la Coupe du Congo obtient un billet pour la Coupe de la confédération 2018-2019.

## Les clubs participants
- AC Léopards
- Diables noirs de Brazzaville
- Inter Club
- JS Poto-Poto
- Étoile du Congo
- CARA Brazzaville
- FC Kondzo
- JS Talangaï
- Tongo FC Jambom
- AS Cheminots
- Patronage Sainte-Anne
- Saint-Michel de Ouenzé
- Club sportif La Mancha
- Nico-Nicoyé
- Vita Club Mokanda - Promu de D2
- AS Otohô

## Compétition
Le nombre de participants a été réduit à seize par rapport à la saison précédente. Pour la prochaine saison il n'y aura aucun promu, le championnat 2019 sera ramené à 14 équipes.

### Classement
Le barème utilisé pour établir le classement est le suivant :
- Victoire : 3 points
- Match nul : 1 point
- Défaite, forfait ou abandon : 0 point

| Rang | Équipe                 | Pts | J  | G  | N | P  | Bp | Bc | Diff |
| ---- | ---------------------- | --- | -- | -- | - | -- | -- | -- | ---- |
| 1    | AS Otohô               | 75  | 30 | 24 | 3 | 3  | 66 | 16 | +50  |
| 2    | Club sportif La Mancha | 71  | 30 | 23 | 2 | 5  | 48 | 19 | +29  |
| 3    | Diables NoirsC         | 68  | 30 | 21 | 5 | 4  | 68 | 19 | +49  |
| 4    | AC LéopardsT           | 59  | 30 | 18 | 5 | 7  | 46 | 28 | +18  |
| 5    | CARA Brazzaville       | 48  | 30 | 14 | 6 | 10 | 38 | 25 | +13  |
| 6    | AS Cheminots           | 48  | 30 | 15 | 3 | 12 | 36 | 29 | +7   |
| 7    | JS Talangaï            | 43  | 30 | 12 | 7 | 11 | 32 | 35 | -3   |
| 8    | Étoile du Congo        | 42  | 30 | 12 | 6 | 12 | 36 | 37 | -1   |
| 9    | Inter Club             | 34  | 30 | 9  | 7 | 14 | 28 | 37 | -9   |
| 10   | Tongo FC Jambon        | 31  | 30 | 9  | 4 | 17 | 30 | 55 | -25  |
| 11   | Vita Club Mokanda P    | 30  | 30 | 8  | 6 | 16 | 17 | 34 | -17  |
| 12   | Patronage Sainte-Anne  | 30  | 30 | 9  | 3 | 18 | 18 | 39 | -21  |
| 13   | Nico-Nicoyé            | 28  | 30 | 9  | 1 | 20 | 21 | 48 | -27  |
| 14   | FC Kondzo              | 27  | 30 | 7  | 6 | 17 | 30 | 44 | -14  |
| 15   | JS Poto-Poto           | 27  | 30 | 6  | 9 | 15 | 26 | 53 | -27  |
| 16   | Saint-Michel de Ouenzé | 18  | 30 | 3  | 9 | 18 | 20 | 42 | -22  |

|  | Qualifié pour la Ligue des champions de la CAF 2019                                   |
|  | Qualifié pour la Coupe de la confédération 2018-2019                                  |
|  | Relégation directe en deuxième division                                               |
|  | T : Tenant du titre C : Vainqueur de la Coupe du Congo P : Promu de deuxième division |

## Bilan de la saison
| Championnat du Congo de football 2018 |                                |
| Champion                              | AS Otohô (1er titre)           |
| Coupes et trophées                    |                                |
| Vainqueur de la Coupe du Congo 2018   | Diables Noirs                  |
| Qualifications continentales          |                                |
| Ligue des champions de la CAF 2019    | AS Otohô                       |
| Coupe de la confédération 2018-2019   | Diables Noirs                  |
| Promotions et relégations             |                                |
| Promus en Ligue 1                     | aucun                          |
| Relégués en Ligue 2                   | Jeunesse Sportive de Poto-Poto |
| Relégués en Ligue 2                   | Saint-Michel de Ouenzé         |